# Alexej Fashutdinov
Alexej Fashutdinov (ryska: Алексей фасхутдинов), född 1984, är en svensk-rysk professionell ishockeyspelare som är ishockeyfostrad i Växjö Lakers Hockey. Han spelar för närvarande i Zauralie Kurgan i den rysk-interkontinentala ligan, VHL, nivån under KHL (Kontinental Hockey League). Fashutdinovs föräldrar är från Ryssland, men fadern spelade bandy i Sverige och Fashutdinov är därför uppvuxen i landet. Han har både ryskt och svenskt medborgarskap. Inför säsongen 2011/2012 var Fashutdinov aktuell för HK Vitjaz Tjechov i KHL. Övergången bekräftades i landets största oberoende sportmagasin ”Sport-Express” för att sedan inte hinna gå i lås varför Fashutdinov fortsatte i VHL.

## Karriär
Fashutdinov inledde karriären i Dizel Penza Hockey. Han representerade Småland i TV-pucken 1999/2000, och blev säsongen 2004/2005 Tranås poängligavinnare i division 1. Mellan 2005 och 2008 spelade han för CSK VVS Samara i ryska andradivisionen, där han säsongen 2007/2008 var lagets bästa poängplockare med 41 poäng (14+27) på 41 matcher. Säsongen 2008/2009 spelade han för Växjö Lakers Hockey i Allsvenskan, och säsongen 2009/2010 för Zauralie Kurgan i ryska andradivisionen. Han inledde säsongen 2010/2011 i Dizel Penza, men värvades tillbaka till Kurgan mitt under säsongen för att utgöra en vinnande formation tillsammans med bland annat Jurij Butsajev. Fashutdinov stod för överlägset poängsnitt i laget och tilldelades bland annat utmärkelserna Veckans spelare i VHL, vecka 7  och Veckans poängplockare, vecka 8 , samt VHL:s bästa poängplockare under februari. Han missade de 14 första matcherna av säsongen 2011/2012 på grund av skada, men ligger efter återkomsten i topp i lagets interna poängliga, trots 10-15 matcher mindre spelade.